# Забже
Забже (пољ. Zabrze) је град у Пољској у Војводству Шлеском у Повјату Забже. Према попису становништва из 2011. у граду је живело 181.128 становника.

## Становништво
Према прелиминарним подацима са пописа, у граду је 2011. живело 181.128 становника.
| 2002.   | 2011.   | 2012.   |
| ------- | ------- | ------- |
| 195.293 | 181.128 | 179.452 |

## Партнерски градови
- Калињинград
- Зангерхаузен
- Лунд
- Seclin
- Трнава
- Ровно
- Захле
- Ротерам
- Есен